# Fenitoína
A Fenitoína é um fármaco do grupo dos antiepilépticos, que é usado no tratamento e prevenção de convulsões, como na epilepsia ou após neurocirurgia.
A fenitoína foi produzida pela primeira vez em 1908 pelo químico alemão Heinrich Biltz e considerada útil para convulsões em 1936.

## Indicações
Para prevenir convulsões tônico-clônicas (gran mal), em caso de epilepsia generalizadas e parciais ou antes de cirurgia no sistema nervoso central ou prevenir migrânea.  Não serve para tratar crise de ausências (petit mal).

## Mecanismo de ação
Tem diversos efeitos, mediante a inibição de canais de sódio, potássio e cálcio, existentes na membrana dos neurônios, imediatamente antes da fenda sináptica. Além de aumentar a concentração local do neurotransmissor de GABA(inibitório) ou diminuir a concentração de neurotransmissores excitatórios como noradrenalina e acetilcolina. 

## Administração
Via Oral como comprimido mastigável, de liberação prolongada ou suspensão (líquido). Tomado de uma a quatro vezes por dia. A dose prescrita deve ser ajustada a cada semana até reduzir os casos de convulsões cessarem, de modo a evitar efeitos secundários. Pode ser apresentada como ácido ou sal sódico. O efeito máximo demora de 1,5 a 6h.
A via intramuscular não deve ser usada, pois por absorção errática(errônea) aumenta os efeitos colaterais e diminui a eficácia terapêutica.
Por via intravenosa, a dose inicial é de 15 a 20mg/Kg (metade em maiores de 1 e menores de 12 anos), com dose máxima de 30mg/Kg. A dose de manutenção é de 4 a 10mg/kg, aplicada 12h depois da inicial. Outros medicamentos devem ter preferência.
Pode ser usado em grávidas, pois as convulsões são piores para a mãe e que bebê do que os efeitos adversos. Mas assim que o parto ocorrer, é necessário reduzir a dose, porque o risco de toxicidade é grande.

## Efeitos clinicamente úteis
Diminui, em muitos casos a zero, número de episódios epiléticos.

## Efeitos adversos
Os mais comuns são:
- Insônia: Dificuldade para dormir ou permanecer dormindo
- Pensamento e fala lentos ou confusos
- Náusea, vômito ou constipação
- Inchaço na face e lábios
- Dor de cabeça
- Nistagmo: movimentos erráticos dos músculos do olho
- Hirsutismo: aumento na quantidade de pelos
- Ataxia: descoordenação de movimentos
- Anemia
- Dor no pênis
- Interfere na via de produção da 25-Hidroxivitamina D (Vitamina D) pelo fígado.[5]

Reações alérgicas são raras. Também pode causar, raramente, amolecimento dos ossos, atrofia cerebelar, problemas linfáticos e cardiovasculares. Esses problemas são mais comuns em pacientes idosos e debilitados.

## Sobredose.
Em excesso (doses superiores a 30mg/kg causa tremores, delírios, náusea, vômitos, fala lenta, ataxia e pode induzir coma.

## Interações com outros fármacos.
Tem interação com Decadron (Dexametasona); o álcool reduz os efeitos da fenitoína, os outros anticonvulsivantes podem aumentar ou diminuir os seus níveis, aumenta por vezes absorção ou metabolismo dos anticoagulantes e o metabolismo dos corticosteroides, contraceptivos orais e da nisoldipina. A amiodorona, o cloranfenicol, o omeprazol e a ticlopidina aumentam os seus níveis e os tuberculostáticos reduzem o seu nível plasmático.